# Carex mollissima
Carex mollissima là một loài thực vật có hoa trong họ Cói. Loài này được Christ ex Scheutz mô tả khoa học đầu tiên năm 1888.